# Kristina da Fonseca-Wollheim
Kristina da Fonseca-Wollheim (* 10. Februar 1972 in Berlin) ist eine ehemalige deutsche Mittel- und Langstreckenläuferin. 
Sie wurde beim Weltcup 1992 in Havanna/Cuba Vierte im 1500-Meter-Lauf, beim Europacup 1997 in München über 3000 Meter sowie 1998 in St. Petersburg über 5000 Meter jeweils Zweite, beim Europacup 2000 in London über 1500 Meter Dritte. 1997 gewann sie in der Halle die Deutsche Meisterschaft über 3000 Meter. Bei den Hallenweltmeisterschaften kurz darauf in Paris lief sie auf Platz 13, obwohl sie, wie erst später diagnostiziert wurde, am Pfeifferschen Drüsenfieber litt. In der Freiluftsaison wurde da Fonseca-Wollheim Deutsche Meisterin über 5000 Meter sowie mit der 3-mal-800-Meter-Staffel. Bei den Weltmeisterschaften in Athen startete sie über die 5000-Meter-Distanz, musste aber im Vorlauf wegen einer zu spät diagnostizierten Borreliose nach einem Zeckenbiss aufgeben.
Bei den Halleneuropameisterschaften 1998 in Valencia erreichte da Fonseca-Wollheim den siebten Platz auf der 3000-Meter-Strecke. Im Freien wurde sie sowohl über 1500 als auch über 5000 Meter Deutsche Meisterin. In Budapest startete sie bei den Europameisterschaften über 5000 Meter und belegte den neunten Rang. 1999 verteidigte sie ihren Deutschen Meistertitel über 1500 Meter und bei den Militär-Cross-WM gewann sie die Bronzemedaille im 5000-Meter-Lauf. Für die Olympischen Spiele in Sydney konnte sie sich jedoch nicht qualifizieren. Ihren letzten Deutschen Meistertitel gewann sie 2002 in der Halle über 3000 Meter. Am Folgetag errang sie zudem den zweiten Platz über 1500 Meter.
Sie wurde seit 1990 und ihrem ersten Deutschen Meistertitel in der Jugend über 1500 m in Berlin 1991 bis zum Ende ihrer Karriere von ihrem langjährigen Freund, dem Sportwissenschaftler und Lauftrainer Jens Bodemer, trainiert.
Da Fonseca-Wollheim startete für LG Süd Berlin (1986–91), LG Offenburg (1992–93), LAC Quelle Fürth/München 1860 (1994–95), LG Nike Berlin (1996), SV Halle (1997–2000) und LG Eintracht Frankfurt (ab 2001).

## Persönliche Bestzeiten
- 800 Meter: 2:00,86 Minuten, 1997 in Stuttgart
- 1500 Meter: 4:01,42 Minuten, 1998 in Rom
- 3000 Meter: 8:37,30 Minuten, 1999 in Brüssel
- 5000 Meter: 14:58,43 Minuten, 1999 in Berlin